# 巴特埃姆斯塔尔
巴特埃姆斯塔尔是德国黑森州的一个市镇。总面积38.67平方公里，总人口6160人，其中男性3057人，女性3103人（2011年12月31日），人口密度159人/平方公里。